# De eierenkoopvrouw
De eierenkoopvrouw is een schilderij door de Noord-Nederlandse schilder Hendrick Bloemaert in het Rijksmuseum in Amsterdam.

## Voorstelling
Het stelt een oude, gerimpelde vrouw voor met een violetgrijze overjas en een witte hoofddoek met rode strepen. Ze kijkt aandachtig naar het ei, dat ze met haar rechterhand omhooghoudt. Haar linkerhand rust op het hengsel van een rieten mand met daarin, op een groene doek, nog meer eieren. De vrouw bekijkt het ei tegen een lichtbron die van linksboven komt. Karakterkoppen of tronies als deze komen in de 17e eeuw vaker voor. Het gaat hier echter om een oude vrouw die een ei tegen het licht houdt om te kijken of deze bevrucht is. Daarbij glimlacht ze ondeugend. Dit heeft kunsthistorici ertoe aangezet in de voorstelling een symbolische betekenis te zien.

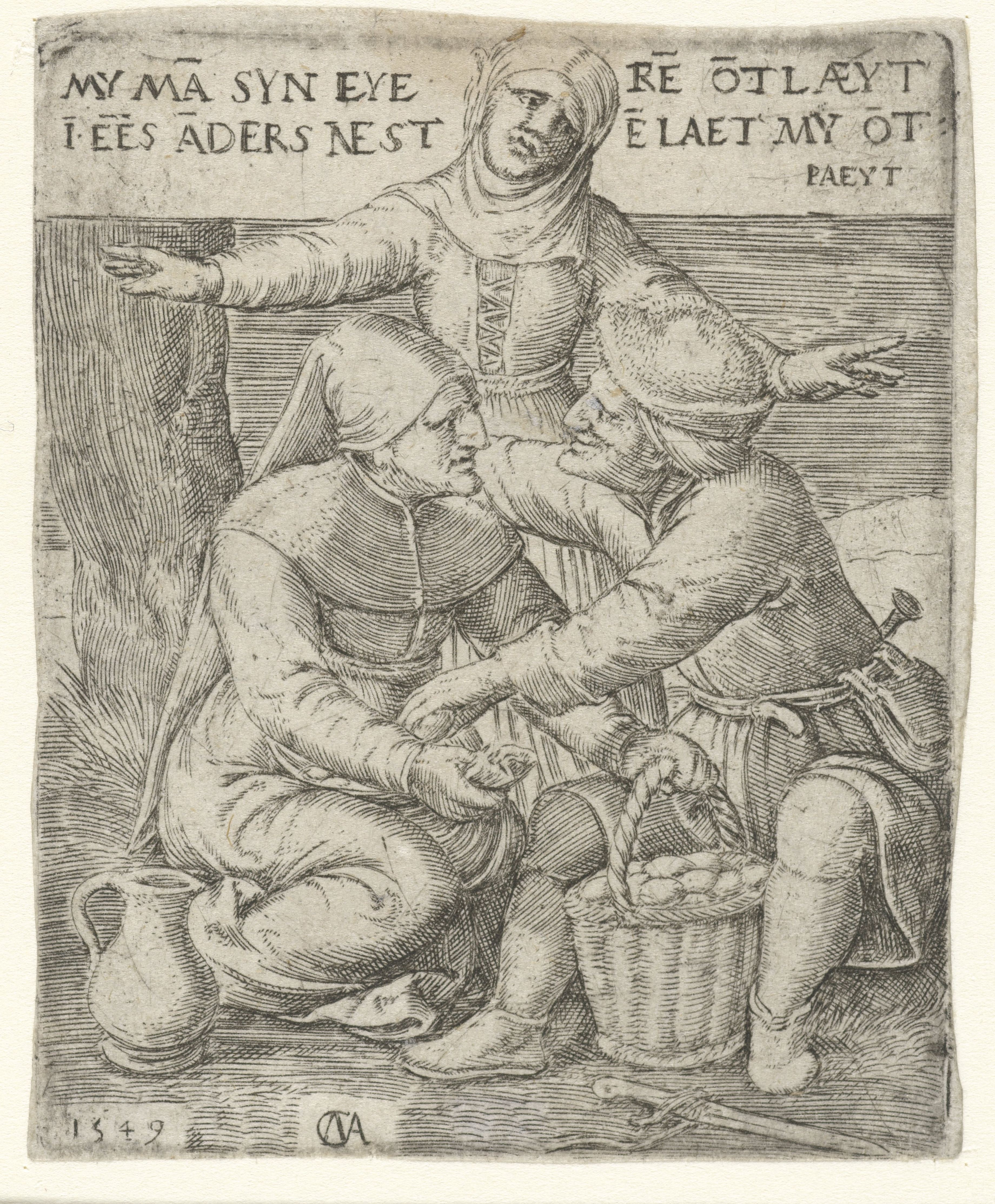
Cornelis Massijs. Allegorie op overspel. 1549. Gravure. 8,3 × 6,8 cm. Amsterdam, Rijksmuseum Amsterdam.

Volgens Thomas Döring stonden eieren in de 16e en 17e eeuw symbool voor de mannelijke potentie. Het eten hiervan zou de viriliteit verhogen of in stand houden. Eieren vormen om die reden een vast onderdeel van het motief van het "boerenpaar op de markt", vooral in de prentkunst. Een vroeg voorbeeld hiervan is de gravure Boerenpaar op de markt van Albrecht Dürer uit 1519, waarbij een man luidkeels zijn eieren aanprijst, terwijl zijn vrouw nukkig toekijkt met twee hanen in hand. Ook op schilderijen van Pieter Aertsen en Joachim Beuckelaer komt dit motief verschillende keren voor.
De betekenis van dit motief wordt duidelijk door enkele prenten met bijschrift, met name een houtsnede van Erhard Schön en een kleine gravure van Cornelis Massijs. Schön omschrijft de vrouw denigrerend als ‘oud wijf’, terwijl de man er bij Massijs als overspeler niet beter vanaf komt. Bij de laatste zegt de vrouw: ‘My man syn eyeren ontlaeyt in eens anders nest en laet my ontpaeyt’ (mijn man legt zijn eieren in het nest van een ander en laat mij onvoldaan). In een door Cornelis van Kittensteyn naar Adriaen van de Venne gegraveerde voorstelling gaat de man eveneens vreemd. Maar dit keer laat de vrouw het er niet bij zitten. De prent is spottend getiteld ‘Mans-hant boven’ (de man is de baas). In werkelijkheid vertrapt de vrouw haar man terwijl de eieren door de lucht vliegen. In dit laatste geval is de man duidelijk een pantoffelheld die zich laat leiden door zijn lusten.

Hendrick Bloemaert. Oude man met hen. Ca. 1630. Olieverf op doek. 76 × 60 cm. Stockholm, Nationalmuseum.

Het is volgens Döring goed mogelijk dat de eierenkoopvrouw van Bloemaert een erotische toespeling maakt op een al dan niet denkbeeldige man of dat ze zijn potentie bespot. De kunsthistoricus Josua Bruyn gaat van dit laatste uit en vermoedt dat de eierenkoopvrouw een pendant gehad moet hebben. Hiervoor komt volgens hem in aanmerking Oude man met hen in het Nationalmuseum in Stockholm. Dit schilderij stelt een hennetaster voor, een man die een hen aan de achterkant bevoelt of deze nog in staat is eieren te leggen. Het verzorgen van pluimvee werd in Bloemaerts tijd gezien als vrouwenwerk. De hennetaster kan daarom twee betekenissen hebben: een pantoffeldheld die onder de plak zit van zijn bazige vrouw en thuis moet blijven of een man die uit is op een buitenechtelijk avontuur. De hennetaster is door Bloemaert als oude man afgebeeld. Dit is niet alleen spottend bedoeld, maar ook afwijzend. Oude mensen werden destijds niet geacht zich met seksualiteit bezit te houden. Van Bloemaert is een tweede hennetaster bekend, die door zijn broer Cornelis Bloemaert in prent is gebracht. Deze prent heeft als bijschrift: ‘Siet hoe den ouden voelt het hoen. Een droge Queen wil ook wat doen’, waarbij ‘Queen’ of kween gebruikt is als scheldwoord voor een oude, onvruchtbare vrouw.

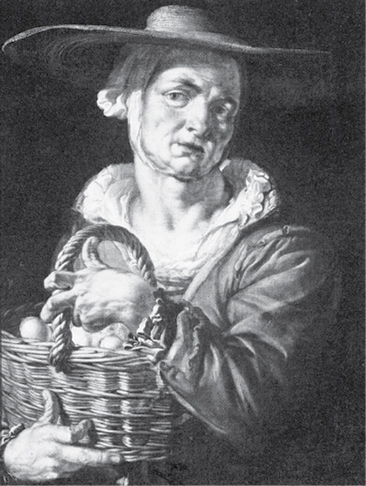
Naar Joachim Wtewael. Vrouw met mand met eieren. 17e eeuw. Ponce, Museo de Arte de Ponce.

De pendant-theorie wordt door Marcel Georges Roethlisberger verworpen. Döring wijst echter op ‘een eijer boerin ende een Hennetaster’ door Joachim Wtewael – een stadsgeboot van Hendrick Bloemaert – die in de boedelinventaris van Wtewael uitdrukkelijk als elkaars tegenhangers vermeld worden. De hennetaster is bewaard gebleven en bevindt zich nu in de Staatliche Kunsthalle Karlsruhe; de eierboerin is alleen als kopie bewaard gebleven in het Museo de Arte de Ponce in Puerto Rico. Ongeveer twintig jaar na het ontstaan van de eierenkoopvrouw schilderde een andere stadsgenoot, Johannes Baeck, de pendant-schilderijen Vrouw met haan en Oude man met hen, waarbij het motief van de hennetaster gecombineerd wordt met dat van het ongelijke paar. Hier wordt een oude, grijzende man, die niet alleen een hen vasthoudt maar ook een ei, bespot door een jonge vrouw met een haan onder haar arm. Behalve deze aanwijzingen is er geen direct bewijs dat de twee schilderijen van Bloemaert elkaars tegenhangers zijn. Los van elkaar hekelen beide werken oude personen met lustgevoelens.

## Toeschrijving en datering
Het schilderij is linksonder gesigneerd en gedateerd ‘HBloemaert·1632·’.

## Herkomst
Volgens de Lijst van schilderijen, beelden en teekeningen van Adriaan van der Hoop te Amsterdam in het Noord-Hollands Archief is het werk afkomstig uit de verzameling van een zekere Boelen van Hensbroek. In 1834 kocht de Nederlandse verzamelaar Adriaan van der Hoop het werk voor 110 gulden van kunsthandelaar Cornelis François Roos. Van der Hoop liet het na zijn dood in 1854 na aan de stad Amsterdam, die het eerst van 1855 tot 1885 onderbracht in het Museum Van der Hoop en op 30 juni 1885 in bruikleen gaf aan het Rijksmuseum Amsterdam.